# إرما بيرجمان
إيرما إم. "بيرجي" بيرجمان (18 يونيو 1924 - 13 سبتمبر 2015) لاعبة بيسبول أمريكية ولاعبة خط وسط، لعبت من عام 1946 حتى عام 1951 في دوري البيسبول الأمريكي المحترف للفتيات. يبلغ طولها 5 أقدام و7 بوصات (1.70 مترًا) ووزنها 155 رطلاً، وكانت تضرب وتلقي باليد اليمنى.

## النشأة
ولدت إيرما بيرجمان في سانت لويس بولاية ميزوري، وكانت واحدة من ثلاثة أطفال في عائلة أوتو وصوفي بيرجمان. عمل والدها كجزار في معمل تعبئة، بينما شجعتها والدتها، عازفة البيانو، على أخذ دروس البيانو. ومع ذلك، فضلت إيرما لعب كرة ساندلوت مع شقيقيها وأطفال آخرين في الحي. في سن الرابعة عشرة، بدأت اللعب في مركز القاعدة الثالثة في دوري سانت لويس للهواة للكرة اللينة بسبب الفرص المدرسية المحدودة. في سن الخامسة عشرة، لعبت في مركز القاعدة القصيرة لفريق ميلباس (وهو فريق كرة لينة للفتيات)، ولعبت لفريق فانتومز (وهو فريق بيسبول للبنين)، وحققت عشرة انتصارات متتالية. بعد ثماني سنوات من الخبرة، تم تجنيدها من قبل كشاف دوري البيسبول المحترف للفتيات الأمريكيات الذي تابع تقدمها لمدة ثلاث سنوات قبل توقيع عقد معها بعد التخرج.